# Castnius
Castnius là một chi bướm đêm thuộc họ Castniidae. Nó được Hübner miêu tả năm 1819.

## Các loài
- Castnius marcus (Jordan, 1908)
- Castnius pelasgus (Cramer, [1779])
- Castnius asteropoides Porion, 2004